# Zondagstrookje
Een zondagstrookje is een aanhangsel bij een Belgische postzegel met de tekst "niet bestellen op zondag" en "ne pas livrer le dimanche". Het was de bedoeling dat dit strookje mét de postzegel op de brief werd geplakt, afhankelijk van de wens van de verzender. Het kon ook afgescheurd worden afhankelijk van het bedoelde gebruik. Alle Belgische postzegels van 1893 t/m 1912 zijn met zo'n strookje gedrukt en verkocht.

Postzegels met een zondagsstrookje
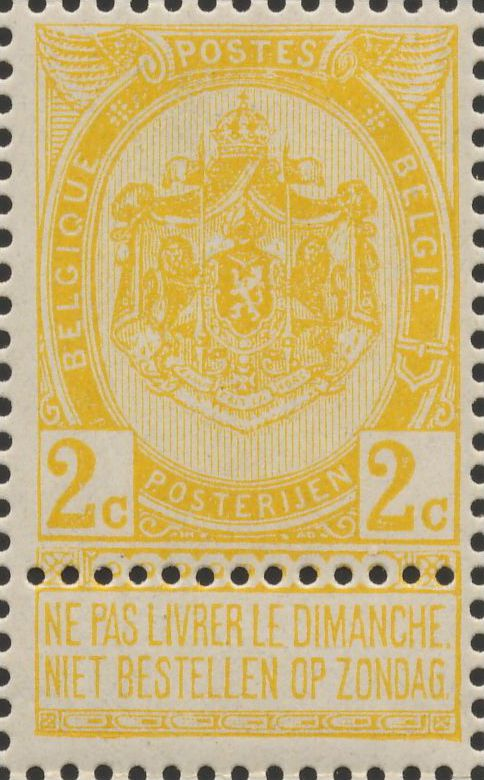
1893
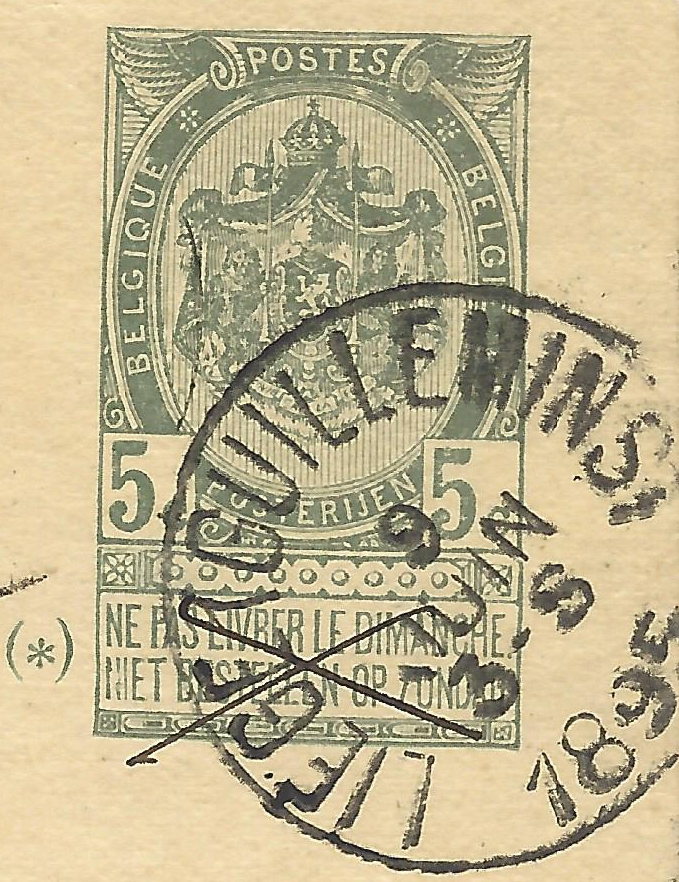
1893
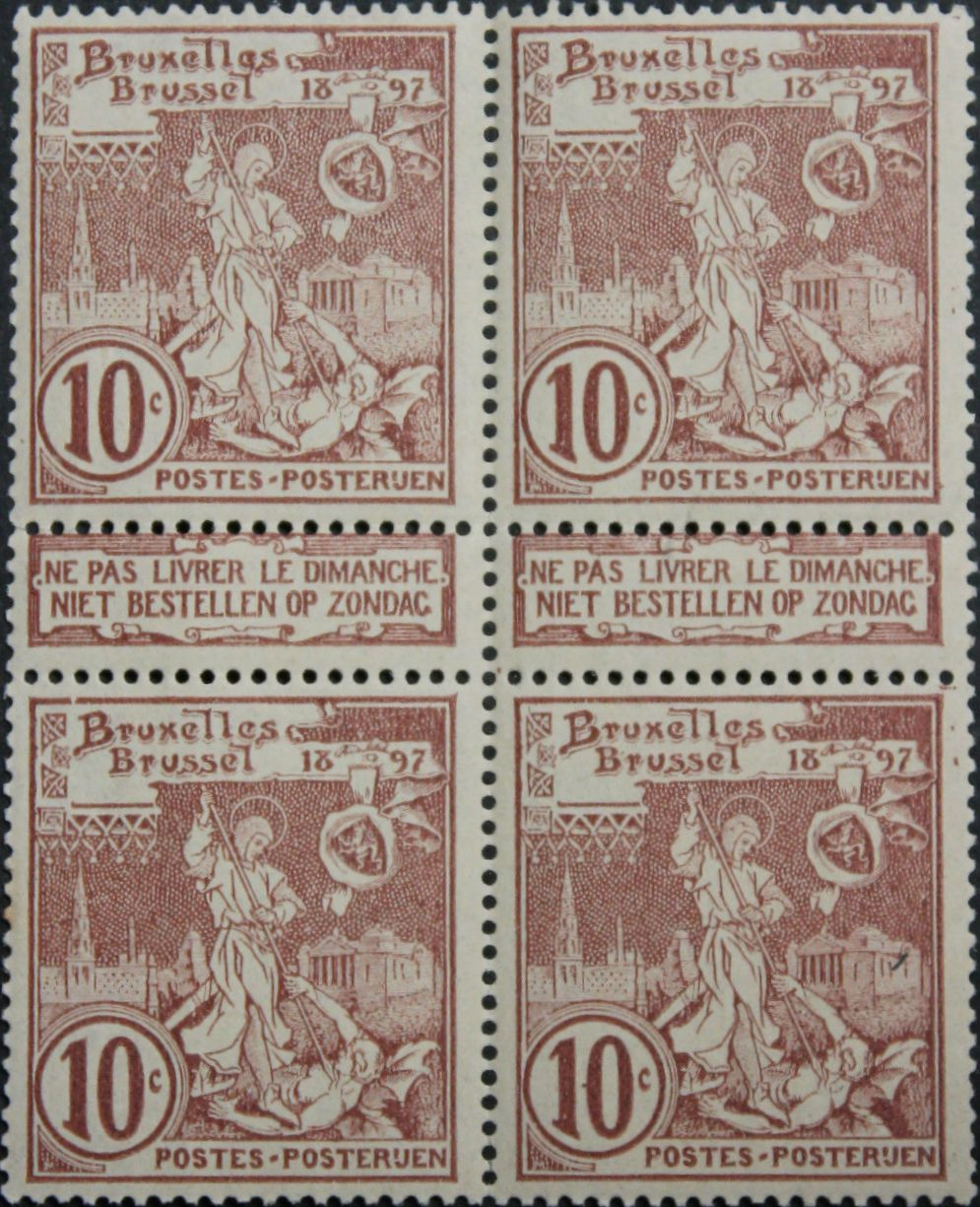
1896
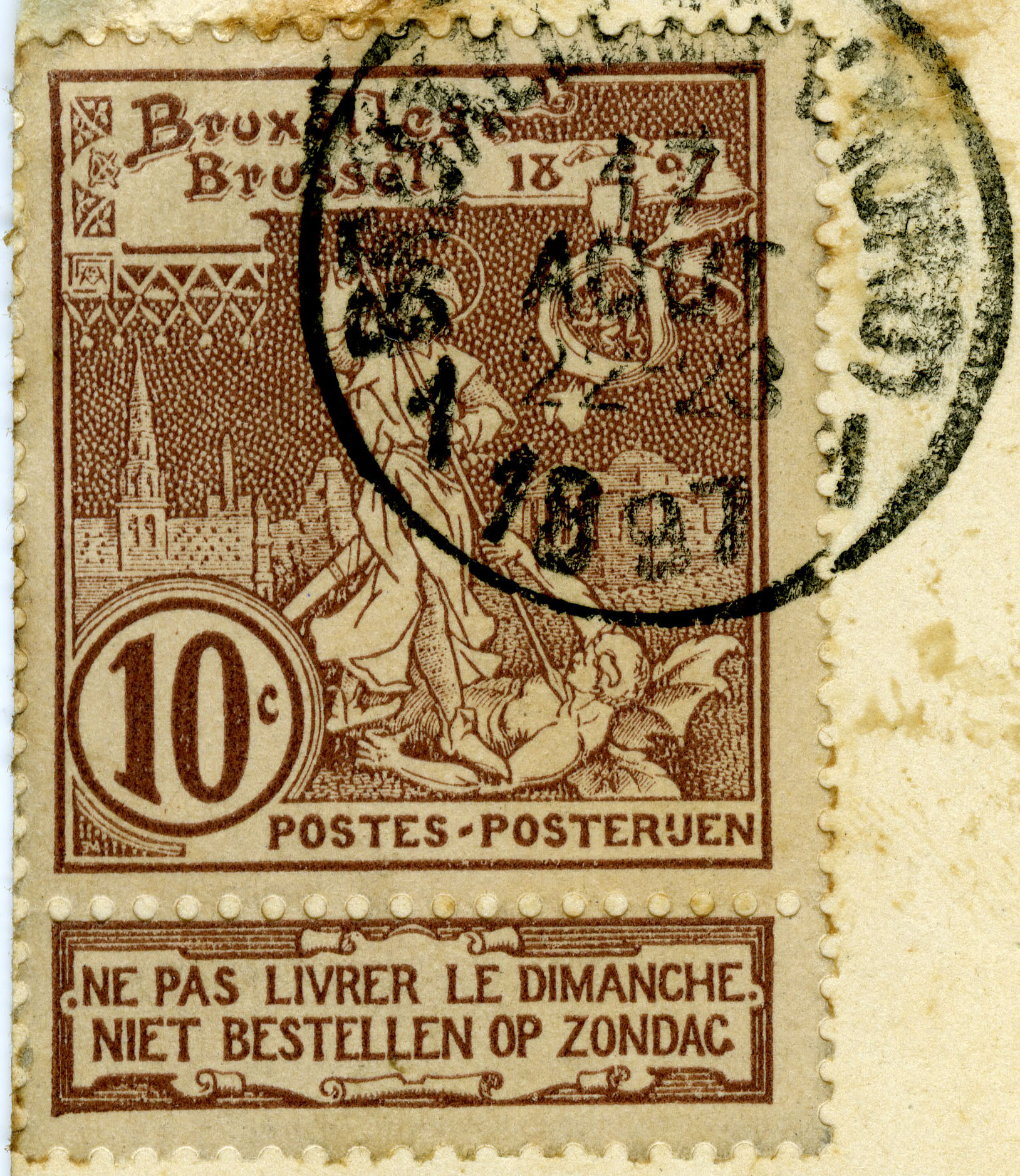
1897
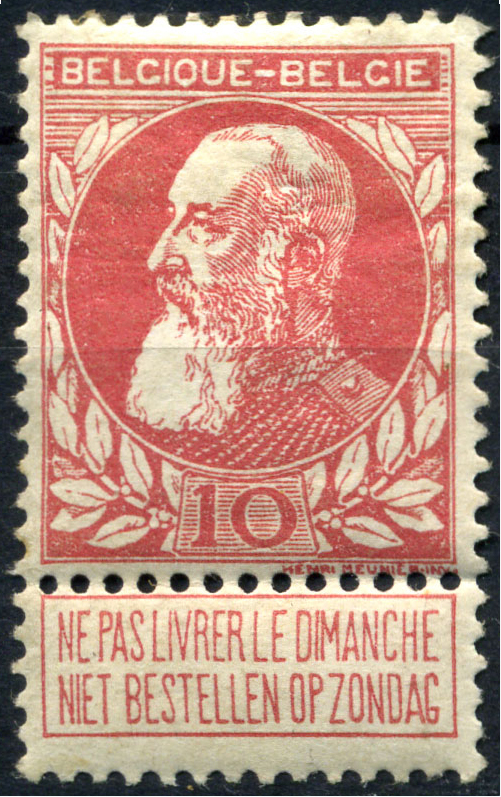
1905
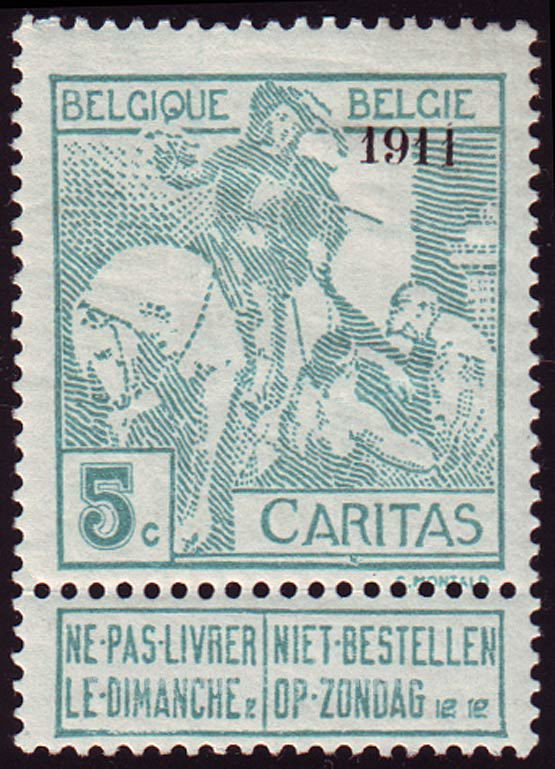
1911